# 中の滝
中の滝（なかのたき）は、奈良県吉野郡上北山村にある東ノ川の滝である。

## 概要
大台ヶ原の東ノ川上流に位置する。落差は約250メートル。日本の滝百選に選ばれている。
近くの大蛇嵓や剱山山頂から滝を眺望できる。